# Kreuzberg
Kreuzberg je bývalá samostatná čtvrť v německém hlavním městě Berlíně. Nachází se jihovýchodně od centra na levém břehu Sprévy a od roku 2001 byla sloučena se čtvrtí Friedrichshain. Aktuálně se městská část nazývá Friedrichshain-Kreuzberg. V samostatné původní čtvrti žilo okolo 150 000 obyvatel.

## Pojmenování
Oblast byla pojmenována podle stejnojmenného 66 metrů vysokého návrší, které patří k Tempelhofské vysočině (původně se nazývalo Sandberg nebo Götzescher Berg, jméno „Křížový vrch“ dostalo po postavení Pruského národního monumentu od Karla Friedricha Schinkela v roce 1821). Původně se zde usazovali Židé. Počet obyvatel začal růst s rozvojem průmyslu, v roce 1920 se Kreuzberg stal součástí Velkého Berlína. Patřil k nejhustěji osídleným a nejchudším částem města, za druhé světové války utrpěl silným bombardováním. V letech 1949–1990 byl součástí Západního Berlína (americký sektor).
Kreuzberg byl proslulý bohémskou a kosmopolitní atmosférou, žije zde množství přistěhovalců, především Turků. Po pádu Berlínské zdi získal Kreuzberg postavení módní čtvrti a probíhá zde gentrifikace. Vysokou podporu zde měl tradičně Svaz 90/Zelení. Nachází se zde množství squattů, gay barů a nočních klubů, spojených s hudebními styly jako punk rock nebo hip hop (nejznámější je SO36). Skupina Bloc Party věnovala této čtvrti skladbu Kreuzberg z alba A Weekend in the City.
K pamětihodnostem Kreuzbergu patří Checkpoint Charlie (jeden z mála přechodů mezi oběma částmi rozděleného města za studené války), Deutsches Technikmuseum Berlin, Židovské muzeum a památník Technologie teroru v bývalém sídle Reichssicherheitshauptamtu, kostel svatého Tomáše a Jeruzalémský kostel, Viktoriapark a most Oberbaumbrücke.

## Graffiti
Městská část Kreuzberg je místem vzniku řady významných graffiti skupin, mezi které patří například 1UP nebo Berlin Kidz, které prosluly díky posouvání lidských limitů v rámci veřejného prostoru s častými sociálními a politickými motivy.